# Arráncame la vida
Arráncame la vida es una película mexicana dirigida por Roberto Sneider y estrenada en  2008. Está basada en la novela de Ángeles Mastretta, publicada en 1985 (Mastretta, Á. (1985). Arráncame la vida. (Ed.). México: Cal y Arena).
Al momento de su estreno, era la película más cara de la historia del cine mexicano, con un costo de 6.5 millones de dólares, equivalentes a 85 millones de pesos (sería desbancada por Cristiada, con un presupuesto de 110 millones de pesos); ahora ocupa el segundo lugar en carestía, y es la séptima más taquillera: recaudó 75 millones de pesos.[cita requerida]
Fue elegida por la Academia Mexicana de Artes y Ciencias Cinematográficas para representar a México en la edición 2009 de los premios Óscar, en la categoría Mejor Película en Lengua Extranjera; llegó al corte de 9 semifinalistas de entre las 67 candidatas, pero no logró entrar en el grupo de las 5 nominadas finales.[cita requerida]

## Sinopsis
La película narra la historia de Catalina Guzmán de Ascencio, quien lucha contra la opresión de su esposo, el general Andrés Ascencio, en el México de los años 30. Catalina (Ana Claudia Talancón), se casa desde muy joven con un prominente político poblano, el general Andrés Ascencio (Daniel Giménez Cacho). Desde el inicio de su relación, el carácter tosco e impositivo del general Ascencio choca con la rebeldía y frescura de Catalina.
El inescrupuloso general Ascencio logra escalar peldaños dentro de la política mexicana y, de ser gobernador de Puebla, salta a ser un serio aspirante a la presidencia de la República. A lo largo de los años, Catalina va conformándose como el contrapeso de su esposo, si bien no con el poder, al menos bajo la forma de conciencia reprochadora que se sensibiliza ante las causas de los oprimidos.
Después de muchos años de vivir así, Catalina tiene una aventura (la segunda, durante su matrimonio) con un joven idealista, un director de orquesta que lucha por derrocar a los gobiernos caciquiles de México, cosa que le acarreará la muerte a manos de sus enemigos. Esto provocará la ruptura definitiva de Catalina y Andrés, que desembocará en el asesinato de este a manos de su esposa.

## Recepción
La crítica ha considerado que Arráncame la vida es una adaptación cinematográfica muy fiel al primer libro de Mastretta.
Se puede decir que la trama de la novela en la que se basa esta película es, en cierta forma, un retrato de la vida del político poblano Maximino Ávila Camacho, hermano del expresidente Manuel Ávila Camacho, a quien el primero calificaba como débil para gobernar (aunque el actor Daniel Giménez Cacho utilizó en su proceso histriónico personal para crear el personaje de Andrés Ascencio la figura de otro polémico caudillo mexicano, el general Gonzalo Natividad Santos Rivera). El presidente Ávila Camacho también tuvo diferencias con su hermano, y a la hora de elegir a su sucesor apoyó la candidatura de Miguel Alemán Valdés, con el que Maximino tenía una fuerte enemistad (véase historia de México).[cita requerida]
El personaje Mike Heiss, que aparece temprano de la película, se basó en William O. Jenkins.

## Reparto
- Ana Claudia Talancón es Catalina Guzmán de Ascencio.
- Daniel Giménez Cacho es el general Andrés Ascencio.
- José María de Tavira es Carlos Vives.
- Irene Azuela como Bárbara.
- Delia Casanova como Julia.
- Julio Bracho como Cienfuegos.
- Joaquín Cosío como Juan.
- Ana Ofelia Murguía como Clarita.
- Eugenia León como Toña la Negra.
- Gina Morett como La Güera.
- Camila Sodi como Lilia Ascencio.
- Isela Vega como "La Gitana".
- Mariana Peñalva como Mercedes.
- Álex Perea como Pablo.
- Humberto Vélez tiene un cameo como doctor.
- Danna Paola es Lilia Ascencio a los 12 años.

## Premios y reconocimientos
Es la cinta mexicana que más dinero ha recaudado en su primer fin de semana que actualmente registra cerca de 2.5 millones de espectadores.

### Premio Ariel
En 2009, fue galardonada en la LI entrega de los premios de la Academia Mexicana de Artes y Ciencias Cinematográficas, conocidos como Arieles:
- Mejor guion adaptado: Roberto Sneider y Ángeles Mastretta
- Mejor diseño de arte: Salvador Parra, Rafael Mandujano, Miguel Ángel Jiménez y Luisa Guala
- Mejor vestuario: Gilda Navarro y Mónica Neumaier
- Mejor maquillaje: Regina Reyes y David Gameros

También estuvo nominada por:
- Mejores efectos visuales: Henrik Fett

### Premios CANACINE
Estos premios, a lo mejor del cine mexicano e internacional, se le otorgaron según las siguientes categorías:
- Mejor película: Arráncame la vida
- Mejor actor: Daniel Jiménez Cacho
- Mejor actriz: Ana Claudia Talancón
- Mejor director: Roberto Sneider